# NCIS (franchise)
Pour les articles homonymes, voir NCIS.
Production
Diffusion
NCIS est une franchise médiatique télévisée américaine créée par Donald Bellisario et Don McGill, et diffusée sur CBS, qui traitent tous types d'enquêtes criminelles liées à l'US Navy basées sur le Naval Criminal Investigative Service.
En 2003, NCIS : Enquêtes spéciales est introduite via un backdoor pilot dans JAG.
La série donnera naissance à 5 spin-off, NCIS : Los Angeles (2009 à 2023) et NCIS : Nouvelle-Orléans (2014 à 2021). NCIS : Hawaiʻi (2021 à 2024), qui est le troisième spin-off de NCIS, et la première série de la franchise à ne pas être introduite par un backdoor pilot. NCIS : Sydney (depuis 2023), cinquième série de la franchise, est la première à se dérouler en dehors des États-Unis. NCIS: Origins, préquel de la série originale racontant les premiers pas de Gibbs au sein du NIS (futur NCIS) est diffusé depuis 2024. NCIS: Tony & Ziva qui suivra Anthony DiNozzo et Ziva David en Europe, est en production et sera disponible sur les écrans en 2025.
Au 5 mai 2025, 1 054 épisodes de la franchise ont été diffusés.
NCIS : Enquêtes spéciales, la série mère, comporte 22 saisons et plus de 470 épisodes. La série a été renouvelée pour une vingt-troisième saison le 20 février 2025, qui sera diffusée à l'automne 2025.

## Aperçu
La franchise NCIS se concentre sur une agence chargée de faire respecter la loi en leur sein, d'enquêter — indépendamment de la hiérarchie militaire — et de résoudre des crimes à partir de leur base d'opération à Washington, Los Angeles, La Nouvelle-Orléans, Hawaï et Sydney.
- NCIS : Enquêtes spéciales, est diffusée depuis le 23 septembre 2003 sur CBS aux États-Unis[2].
- NCIS : Los Angeles, a été diffusée du 22 septembre 2009 au 21 mai 2023 sur CBS aux États-Unis[3].
- NCIS : Nouvelle-Orléans, a été diffusée du 23 septembre 2014 au 23 mai 2021 sur CBS aux États-Unis[4].
- NCIS: Hawaiʻi est diffusée du 20 septembre 2021 au 6 mai 2024 sur CBS aux États-Unis[5].
- NCIS: Sydney, est diffusée depuis le 14 novembre 2023 diffusé sur CBS aux États-Unis et depuis le 10 novembre 2023 sur Network 10 en Australie[6].
- NCIS: Origins est diffusée depuis le 14 octobre 2024 sur CBS aux États-Unis[7].
- NCIS: Tony & Ziva sera diffusée sur Paramount+ à partir du 6 septembre 2025[8].

### NCIS: Enquêtes spéciales
NCIS suit le travail de l'équipe d’enquête sur les affaires prioritaires, stationné à Washington, D.C. supervisé par l'agent spécial Leroy Jethro Gibbs, un ancien sergent d'artillerie de marine, veuf et divorcé trois fois. L'équipe est spécialisée dans l'examen des lieux du crime et les enquêtes sur les meurtres.
Les épisodes de JAG La Dame de glace et L'Homme de l'ombre servent d'introduction à la série.
L'équipe de Gibbs a inclus Caitlin Todd, qui a gagné ses galons en protégeant le président en tant que membre des services secrets ; Anthony DiNozzo, un ancien détective de Baltimore ; Timothy McGee, spécialiste en informatique et diplômé du MIT ; Eleanor Bishop, ancienne analyste de la sécurité de la NSA et spécialiste de l'évaluation des menaces ; Nicholas Torres, un ancien agent en infiltration ; Alexandra Quinn, une officier de formation qui a supervisé le recrutement de Bishop et Torres ; Ziva David, une ancienne officier du Mossad ; et le Dr Jack Sloane, une agent de terrain et une psychologue.
Agissant sous la supervision des directeurs successifs du NCIS, Tom Morrow, Jenny Shepard et Leon Vance, l'équipe est appuyée par Abigail Sciuto, technicienne de laboratoire, remplacée par Kasie Hines à partir de la saison 16 ainsi que Jimmy Palmer, médecin légiste adjoint puis médecin légiste en chef ; Donald Mallard, médecin légiste en chef puis historien du NCIS ; et Clayton Reeves, un officier du MI-6 affecté à la liaison avec le NCIS du SIS.
L'équipe du NCIS, est actuellement dirigée par Alden Parker, ancien agent du FBI, qui remplace Gibbs depuis la saison 19. Il a dans son équipe Timothy McGee, Nick Torres et Jessica Knight. La technicienne du laboratoire est Kasie Hines et le médecin légiste en chef est Jimmy Palmer. L'agence est toujours dirigée par Leon Vance.

### NCIS: Los Angeles
L'Office des projets spéciaux (OPS) est une division antiterroriste d'élite du NCIS basée à Los Angeles et est responsable des menaces relatives à la sécurité nationale, ainsi que des meurtres et des affaires très médiatisés qui nécessitent des travaux d'infiltration.
Les épisodes de la saison 6 de NCIS Légende (1re partie) et Légende (2e partie) servent d'introduction à la série.
Tête brûlée de l’équipe, l’agent Grisha "G" Callen, change d’identité à chaque nouvelle mission au détriment de sa vie personnelle. Son partenair est l’agent Sam Hanna, un ancien SEAL spécialisé dans la surveillance et un père de famille ; ils font équipe avec Kensi Blye et Dominic Vail. Ils sont accompagnés d'Eric Beale et Nell Jones, les spécialistes en informatique de la section. La saison 2 accueille le lieutenant de police du LAPD, Marty Deeks qui devient officier de liaison du NCIS.
Nate Getz, un psychologue et agent sous couverture détaché dans l'équipe ; le directeur adjoint Owen Granger et le directeur adjoint exécutif et Shay Mosley, qui sert de superviseur opérationnel de l'équipe.
Grâce à une technologie de pointe et à des agents caméléons durement entraînés, cette unité mène à bien de complexes opérations sous couverture pour déjouer attentats et autres menaces terroristes. La responsable hiérarchique est Hetty Lange, véritable mère protectrice de la section, mais incarnant aussi le rôle de la patronne dure d'oreille.
Le 20 janvier 2023, la série est annulée après 14 saisons, le dernier épisode est diffusé le 21 mai 2023.

### NCIS: Nouvelle-Orléans
L'équipe NCIS de La Nouvelle-Orléans est dirigée par l'agent spécial Dwayne Cassius Pride, un agent chevronné connu sous le nom de "King" pour ses amis. Il est un ancien adjoint du shérif avec le deuxième record d'arrestations le plus élevé de l'histoire du Jefferson Parish Sheriffs Office.
Les épisodes de la saison 11 de NCIS Le Privilégié : 1re partie et Le Privilégié : 2e partie servent d'introduction à la série.
Chargé de diriger une petite escouade de satellites qui s'occupe des cas liés à la marine militaire à Pensacola, en Floride, à travers le Mississippi et la Louisiane jusqu'au Texas, Pride supervise Christopher LaSalle, un agent recruté dans la vice-division du département de police de la Nouvelle-Orléans, qui est bien connu pour son travail bénévole à l'hôpital pour enfants ; Meredith Brody, un agent de carrière senior qui a gagné ses galons à flot, et est devenu plus tard le plus jeune agent de l'histoire des Grands Lacs ; Sonja Percy, un ancien agent d'infiltration de l'ATF qui a rejoint l'équipe pour sortir de l'obscurité ; l'ancien agent du FBI, Tammy Gregorio, recruté dans l'équipe après avoir mené une enquête sur leur éthique et leurs opérations ; Sebastian Lund, un ancien technicien de laboratoire qui a rejoint le NCIS en tant qu'agent médico-légal avant de passer entièrement sur le terrain ; et Hannah Khoury, spécialiste des enquêtes multilingue, qui est l'agent spécial adjoint de supervision de l'équipe. Ensemble, l'équipe est assistée de Loretta Wade, coroner de la paroisse de Jefferson et Patton Plame, informaticien du NCIS.
Le 17 février 2021, la série est annulée après 7 saisons, faute d'audience suffisante, le dernier épisode été diffusé le 23 mai 2021.

### NCIS: Hawaiʻi
Le 17 février 2021, plusieurs médias annoncent qu'une nouvelle série de la franchise NCIS est en cours de préparation. Le décor de cette nouvelle série devrait se situer à Hawaï. Le 23 avril 2021, CBS confirme l'information pour une diffusion à la rentrée 2021. La série est diffusée sans passer par un épisode d'introduction dans une autre série de la franchise.
L'équipe du NCIS : Hawaï est dirigée par l'agent spécial Jane Tennant, la première femme à la tête du bureau de Pearl Harbor. C'est également le premier personnage féminin central d'une série de la franchise NCIS. Elle est mère célibataire et doit jongler en permanence entre son rôle maternel et son métier.
L'équipe se compose de Jane Tennant, de son second, Jesse, ainsi que de Lucy, enquêtrice junior, de Kai, un ancien marine et de Ernie, expert en informatique.
Le 26 avril 2024, la série est annulée après seulement trois saisons, le dernier épisode sera diffusé le 6 mai 2024.

### NCIS: Sydney
Le 15 février 2022, il est annoncé qu'une nouvelle série de la franchise verrait le jour et que pour la première fois, son lieu d'action sera en Australie. La série devrait être diffusé en 2023 sur Paramount+ et sur Network 10, la chaine australienne. La production de la série, sera dirigée par l'australien Shane Brennan, créateur de NCIS : Los Angeles.
Le tournage a commencé dès le début du mois de mai 2023 près de Sydney. Les deux acteurs principaux sont Olivia Swann, qui interprète l'agent spécial du NCIS Michelle Mackey, et Todd Lasance, qui interprète Jim "JD" Dempsey, sergent de la police fédérale australienne.
Sean Sagar joue l'agent du NCIS DeShawn Jackson, Tuuli Narkle l'agent de liaison Evie Cooper.
Marvounee Hazel (en) et William McInnes interprètent respectivement les médecins légistes Bluebird "Blue" Gleeson et Roy Penrose.
Le premier épisode de la série est diffusé le 10 novembre 2023 en Australie et le 14 sur CBS.

### NCIS: Origins
Le 5 janvier 2024, CBS annonce qu'un nouveau spin-off de NCIS est en préparation. Il sera centré sur les débuts de Gibbs au sein du NIS (futur NCIS) en 1991. Il est également annoncé que Mark Harmon sera présent dans la série en tant que narrateur. Son fils, Sean Harmon, en sera producteur.
Le 4 mars 2024, on apprend que l'acteur Austin Stowell est choisi pour incarner Leroy Jethro Gibbs.
Durant les jours suivants, le casting se dévoile avec Mariel Molino est choisie pour interpréter la jeune marine, Lala Dominguez, Kyle Schmid est annoncé comme étant Mike Franks, Tyla Abercrumbie jouera le rôle de Mary Jo Sullivan et Diany Rodriguez celui de Vera Strickland.

## Accueil

### Audience
| Série                     | Saison       | Épisode      | Diffusion originale sur CBS | Diffusion originale sur CBS | Nombre moyen de téléspectateurs (millions) à J+7 | Rang | Statut        |
| Série                     | Saison       | Épisode      | Première diffusion          | Dernière diffusion          | Nombre moyen de téléspectateurs (millions) à J+7 | #    | Statut        |
| ------------------------- | ------------ | ------------ | --------------------------- | --------------------------- | ------------------------------------------------ | ---- | ------------- |
| NCIS : Enquêtes spéciales | Introduction | Introduction | 22 et 29 avril 2003         | 22 et 29 avril 2003         | 13.73                                            |      | en production |
| NCIS : Enquêtes spéciales | 1            | 23           | 23 septembre 2003           | 25 mai 2004                 | 11.84                                            | 26   | en production |
| NCIS : Enquêtes spéciales | 2            | 23           | 28 septembre 2004           | 24 mai 2005                 | 13.57                                            | 22   | en production |
| NCIS : Enquêtes spéciales | 3            | 24           | 20 septembre 2005           | 16 mai 2006                 | 15.27                                            | 16   | en production |
| NCIS : Enquêtes spéciales | 4            | 24           | 19 septembre 2006           | 22 mai 2007                 | 14.54                                            | 20   | en production |
| NCIS : Enquêtes spéciales | 5            | 19           | 25 septembre 2007           | 20 mai 2008                 | 14.41                                            | 14   | en production |
| NCIS : Enquêtes spéciales | 6            | 25           | 23 septembre 2008           | 19 mai 2009                 | 17.77                                            | 5    | en production |
| NCIS : Enquêtes spéciales | 7            | 24           | 22 septembre 2009           | 27 mai 2010                 | 19.33                                            | 4    | en production |
| NCIS : Enquêtes spéciales | 8            | 24           | 21 septembre 2010           | 17 mai 2011                 | 19.46                                            | 5    | en production |
| NCIS : Enquêtes spéciales | 9            | 24           | 20 septembre 2011           | 15 mai 2012                 | 19.49                                            | 3    | en production |
| NCIS : Enquêtes spéciales | 10           | 24           | 25 septembre 2012           | 14 mai 2013                 | 21.34                                            | 1    | en production |
| NCIS : Enquêtes spéciales | 11           | 24           | 24 septembre 2013           | 13 mai 2014                 | 19.77                                            | 3    | en production |
| NCIS : Enquêtes spéciales | 12           | 24           | 23 septembre 2014           | 12 mai 2015                 | 18.25                                            | 3    | en production |
| NCIS : Enquêtes spéciales | 13           | 24           | 22 septembre 2015           | 17 mai 2016                 | 16.61                                            | 3    | en production |
| NCIS : Enquêtes spéciales | 14           | 24           | 20 septembre 2016           | 16 mai 2017                 | 18.03                                            | 3    | en production |
| NCIS : Enquêtes spéciales | 15           | 24           | 26 septembre 2017           | 22 mai 2018                 | 17.02                                            | 5    | en production |
| NCIS : Enquêtes spéciales | 16           | 24           | 25 septembre 2018           | 21 mai 2019                 | 15.57                                            | 3    | en production |
| NCIS : Enquêtes spéciales | 17           | 20           | 24 septembre 2019           | 14 avril 2020               | 15.33                                            | 2    | en production |
| NCIS : Enquêtes spéciales | 18           | 16           | 17 novembre 2020            | 25 mai 2021                 | 12.58                                            | 3    | en production |
| NCIS : Enquêtes spéciales | 19           | 21           | 20 septembre 2021           | 23 mai 2022                 | 10.90                                            | 3    | en production |
| NCIS : Enquêtes spéciales | 20           | 22           | 19 septembre 2022           | 22 mai 2023                 | 9.86                                             | 3    | en production |
| NCIS : Enquêtes spéciales | 21           | 10           | 12 février 2024             | 6 mai 2024                  | 9.66                                             | 4    | en production |
| NCIS : Enquêtes spéciales | 22           | 20           | 14 octobre 2024             | 5 mai 2025                  |                                                  |      | en production |
| NCIS : Enquêtes spéciales | Total        | 487          |                             |                             |                                                  |      |               |
| NCIS : Los Angeles        | Introduction | Introduction | 28 avril 2009               | 5 mai 2009                  | 16.71                                            |      | Terminée      |
| NCIS : Los Angeles        | 1            | 24           | 22 septembre 2009           | 25 mai 2010                 | 16.08                                            | 9    | Terminée      |
| NCIS : Los Angeles        | 2            | 24           | 21 septembre 2010           | 17 mai 2011                 | 16.54                                            | 7    | Terminée      |
| NCIS : Los Angeles        | 3            | 24           | 20 septembre 2011           | 15 mai 2012                 | 16.01                                            | 7    | Terminée      |
| NCIS : Los Angeles        | 4            | 24           | 25 septembre 2012           | 14 mai 2013                 | 17.31                                            | 4    | Terminée      |
| NCIS : Los Angeles        | 5            | 24           | 24 septembre 2013           | 13 mai 2014                 | 16.03                                            | 4    | Terminée      |
| NCIS : Los Angeles        | 6            | 24           | 29 septembre 2014           | 18 mai 2015                 | 11.72                                            | 27   | Terminée      |
| NCIS : Los Angeles        | 7            | 24           | 21 septembre 2015           | 2 mai 2016                  | 11.11                                            | 24   | Terminée      |
| NCIS : Los Angeles        | 8            | 24           | 25 septembre 2016           | 14 mai 2017                 | 12.51                                            | 11   | Terminée      |
| NCIS : Los Angeles        | 9            | 24           | 1er octobre 2017            | 20 mai 2018                 | 10.71                                            | 21   | Terminée      |
| NCIS : Los Angeles        | 10           | 24           | 30 septembre 2018           | 19 mai 2019                 | 10.16                                            | 24   | Terminée      |
| NCIS : Los Angeles        | 11           | 22           | 29 septembre 2019           | 26 avril 2020               | 8.91                                             | 26   | Terminée      |
| NCIS : Los Angeles        | 12           | 18           | 8 novembre 2020             | 23 mai 2021                 | 7.80                                             | 22   | Terminée      |
| NCIS : Los Angeles        | 13           | 22           | 10 octobre 2021             | 22 mai 2022                 | 7.28                                             | 26   | Terminée      |
| NCIS : Los Angeles        | 14           | 21           | 9 octobre 2022              | 21 mai 2023                 | 6.24                                             | 27   | Terminée      |
| NCIS : Los Angeles        | Total        | 323          |                             |                             |                                                  |      |               |
| NCIS : Nouvelle-Orléans   | Introduction | Introduction | 25 mars 2014                | 1er avril 2014              | 17.34,                                           |      | Terminé       |
| NCIS : Nouvelle-Orléans   | 1            | 23           | 23 septembre 2014           | 12 mai 2015                 | 17.42                                            | 4    | Terminé       |
| NCIS : Nouvelle-Orléans   | 2            | 24           | 22 septembre 2015           | 17 mai 2016                 | 14.75                                            | 6    | Terminé       |
| NCIS : Nouvelle-Orléans   | 3            | 24           | 20 septembre 2016           | 16 mai 2017                 | 13.34                                            | 10   | Terminé       |
| NCIS : Nouvelle-Orléans   | 4            | 24           | 26 septembre 2017           | 15 mai 2018                 | 12.22                                            | 13   | Terminé       |
| NCIS : Nouvelle-Orléans   | 5            | 24           | 25 septembre 2018           | 14 mai 2019                 | 10.56                                            | 22   | Terminé       |
| NCIS : Nouvelle-Orléans   | 6            | 20           | 24 septembre 2019           | 19 avril 2020               | 9.58                                             | 20   | Terminé       |
| NCIS : Nouvelle-Orléans   | 7            | 16           | 8 novembre 2020             | 23 mai 2021                 | 7.22                                             | 27   | Terminé       |
| NCIS : Nouvelle-Orléans   | Total        | 155          |                             |                             |                                                  |      |               |
| NCIS : Hawaiʻi            | 1            | 22           | 20 septembre 2021           | 23 mai 2022                 | 8.28                                             | 14   | Terminé       |
| NCIS : Hawaiʻi            | 2            | 22           | 19 septembre 2022           | 22 mai 2023                 | 7.53                                             | 16   | Terminé       |
| NCIS : Hawaiʻi            | 3            | 10           | 12 février 2024             | 6 mai 2024                  | 7.79                                             | 14   | Terminé       |
| NCIS : Hawaiʻi            | Total        | 54           |                             |                             |                                                  |      |               |
| NCIS: Sydney              | 1            | 8            | 14 novembre 2023            | 23 janvier 2024             | 6.53                                             | 26   | en production |
| NCIS: Sydney              | 2            |              | 7 février 2025              | 25 avril 2025               |                                                  |      | en production |
| NCIS: Sydney              | Total        | 18           |                             |                             |                                                  |      |               |
| NCIS: Origins             | 1            | 18           | 14 octobre 2024             | 28 avril 2025               |                                                  |      | en production |
| NCIS: Origins             | Total        | 18           |                             |                             |                                                  |      |               |

NCIS : Enquêtes spéciales est élue série télévisée préférée aux États-Unis en 2011, a terminé sa dixième saison en tant que série télévisée la plus regardée aux États-Unis au cours de la saison 2012-2013 ; et est diffusé dans plus de 200 territoires à travers le monde. À la fin de la saison de télévision du réseau américain 2022-2023, NCIS reste la série dramatique la plus regardée de la télévision pour une quatorzième année consécutive, place qu'elle perd en 2023-2024 au profit de Tracker.

### Critique
| Série                     | Allociné             | IMDB                   |
| ------------------------- | -------------------- | ---------------------- |
| NCIS : Enquêtes spéciales | 3,9/5 (49 424 notes) | 7,8/10 (171 000 notes) |
| NCIS : Los Angeles        | 3,2/5 (6 029 notes)  | 6,8/10 (59 000 notes)  |
| NCIS : Nouvelle-Orléans   | 3,3/5 (563 notes)    | 6,8/10 (21 000 notes)  |
| NCIS: Hawaiʻi             | 3,5/5 (176 notes)    | 6,8/10 (11 000 notes)  |
| NCIS: Sydney              | 3,3/5 (68 notes)     | 6,1/10 (3 700 notes)   |
| NCIS: Origins             | 3,4/5 (14 notes)     | 7,4/10 (4 100 notes)   |

## Personnages principaux
| Séries                    | Rôle                        | Nombres d'épisodes (apparition) | Nombres d'épisodes (apparition) | Nombres d'épisodes (apparition) | Nombres d'épisodes (apparition) | Nombres d'épisodes (apparition) | Nombres d'épisodes (apparition) | Nombres d'épisodes (apparition) | Acteur                      | Durée       |
| Séries                    | Rôle                        | NCIS : Enquêtes spéciales       | NCIS : Los Angeles              | NCIS : Nouvelle-Orléans         | NCIS: Hawaiʻi                   | NCIS : Sydney                   | NCIS : Origins                  | Total                           | Acteur                      | Durée       |
| ------------------------- | --------------------------- | ------------------------------- | ------------------------------- | ------------------------------- | ------------------------------- | ------------------------------- | ------------------------------- | ------------------------------- | --------------------------- | ----------- |
| NCIS : Enquêtes spéciales | Timothy "Tim" McGee         | 472                             |                                 | 1                               |                                 |                                 |                                 | 473                             | Sean Murray                 | depuis 2003 |
| NCIS : Enquêtes spéciales | Donald "Ducky" Mallard †    | 373                             |                                 | 2                               |                                 |                                 |                                 | 377                             | David McCallum †            | 2003 à 2023 |
| NCIS : Enquêtes spéciales | Abigail "Abby" Sciuto       | 352                             | 2                               | 2                               |                                 |                                 |                                 | 358                             | Pauley Perrette             | 2003 à 2018 |
| NCIS : Enquêtes spéciales | James "Jimmy" Palmer        | 343                             |                                 | 1                               | 2                               |                                 |                                 | 346                             | Brian Dietzen               | depuis 2004 |
| NCIS : Enquêtes spéciales | Anthony "Tony" DiNozzo      | 306                             | 1                               | 1                               |                                 |                                 |                                 | 310                             | Michael Weatherly           | 2003 à 2024 |
| NCIS : Enquêtes spéciales | Leon Vance                  | 269                             | 10                              | 3                               |                                 |                                 |                                 | 282                             | Rocky Carroll               | depuis 2008 |
| NCIS : Enquêtes spéciales | Ziva David                  | 192                             |                                 |                                 |                                 |                                 |                                 | 192                             | Cote de Pablo               | 2005 à 2020 |
| NCIS : Enquêtes spéciales | Nicholas "Nick" Torres      | 181                             | 1                               | 1                               | 2                               |                                 |                                 | 185                             | Wilmer Valderrama           | depuis 2014 |
| NCIS : Enquêtes spéciales | Eleanor "Ellie" Bishop      | 172                             |                                 | 1                               |                                 |                                 |                                 | 173                             | Emily Wickersham            | 2013 à 2021 |
| NCIS : Enquêtes spéciales | Kassie Hines                | 135                             |                                 |                                 | 2                               |                                 |                                 | 136                             | Diona Reasonover            | depuis 2018 |
| NCIS : Enquêtes spéciales | Jessica "Jess" Knight       | 75                              |                                 |                                 | 2                               |                                 |                                 | 77                              | Katrina Law                 | depuis 2021 |
| NCIS : Enquêtes spéciales | Alden Parker                | 72                              | 1                               |                                 | 3                               |                                 |                                 | 76                              | Gary Cole                   | depuis 2021 |
| NCIS : Enquêtes spéciales | Jacqueline "Jack" Sloane    | 73                              |                                 |                                 |                                 |                                 |                                 | 73                              | Maria Bello                 | 2018 à 2021 |
| NCIS : Enquêtes spéciales | Caitlin "Kate" Todd †       | 49                              |                                 |                                 |                                 |                                 |                                 | 49                              | Sasha Alexander             | 2003 à 2005 |
| NCIS : Enquêtes spéciales | Jennifer "Jenny" Shepard †  | 48                              |                                 |                                 |                                 |                                 |                                 | 48                              | Lauren Holly                | 2005 à 2008 |
| NCIS : Enquêtes spéciales | Clayton Reeves †            | 28                              |                                 |                                 |                                 |                                 |                                 | 28                              | Duane Henry                 | 2016 à 2018 |
| NCIS : Enquêtes spéciales | Alexandra "Alex" Quinn      | 24                              |                                 |                                 |                                 |                                 |                                 | 24                              | Jennifer Esposito           | 2016 à 2017 |
| NCIS : Enquêtes spéciales |                             |                                 |                                 |                                 |                                 |                                 |                                 |                                 |                             |             |
| NCIS : Los Angeles        | Sam Hanna                   | 4                               | 319                             |                                 | 12                              |                                 |                                 | 336                             | LL Cool J                   | 2009 à 2025 |
| NCIS : Los Angeles        | Grisha "G" Callen           | 3                               | 319                             |                                 | 1                               |                                 |                                 | 324                             | Chris O'Donnell             | 2009 à 2023 |
| NCIS : Los Angeles        | Kensi Blye                  | 3                               | 319                             |                                 |                                 |                                 |                                 | 323                             | Daniela Ruah                | 2009 à 2024 |
| NCIS : Los Angeles        | Marty Deeks                 |                                 | 292                             |                                 |                                 |                                 |                                 | 292                             | Eric Christian Olsen        | 2009 à 2023 |
| NCIS : Los Angeles        | Eric Beale                  | 2                               | 261                             |                                 |                                 |                                 |                                 | 263                             | Barrett Foa                 | 2009 à 2021 |
| NCIS : Los Angeles        | Nell Jones                  |                                 | 243                             |                                 |                                 |                                 |                                 | 243                             | Renée Felice Smith          | 2010 à 2023 |
| NCIS : Los Angeles        | Henrietta "Hetty" Lange     |                                 | 222                             |                                 |                                 |                                 |                                 | 223                             | Linda Hunt                  | 2009 à 2023 |
| NCIS : Los Angeles        | Owen Granger                |                                 | 97                              |                                 |                                 |                                 |                                 | 97                              | Miguel Ferrer †             | 2012 à 2017 |
| NCIS : Los Angeles        | Fatima Namazi               |                                 | 77                              |                                 |                                 |                                 |                                 | 77                              | Medalion Rahimi             | 2019 à 2023 |
| NCIS : Los Angeles        | Devin Roundtree             |                                 | 60                              |                                 |                                 |                                 |                                 | 60                              | Caleb Castille (en)         | 2021 à 2023 |
| NCIS : Los Angeles        | Hollace Kilbride            |                                 | 56                              |                                 |                                 |                                 |                                 | 56                              | Gerald McRaney              | 2014 à 2023 |
| NCIS : Los Angeles        | Nate "Doc" Getz             | 2                               | 41                              |                                 |                                 |                                 |                                 | 43                              | Peter Cambor                | 2009 à 2023 |
| NCIS : Los Angeles        | Shay Mosley                 |                                 | 25                              |                                 |                                 |                                 |                                 | 25                              | Nia Long                    | 2017 à 2018 |
| NCIS : Los Angeles        |                             |                                 |                                 |                                 |                                 |                                 |                                 |                                 |                             |             |
| NCIS : Nouvelle-Orléans   | Dwayne Cassius "King" Pride | 4                               |                                 | 155                             |                                 |                                 |                                 | 159                             | Scott Bakula                | 2014 à 2021 |
| NCIS : Nouvelle-Orléans   | Loretta Wide                | 2                               |                                 | 155                             |                                 |                                 |                                 | 157                             | CCH Pounder                 | 2014 à 2021 |
| NCIS : Nouvelle-Orléans   | Sebastian Lund              |                                 |                                 | 155                             |                                 |                                 |                                 | 155                             | Rob Kerkovich               | 2014 à 2021 |
| NCIS : Nouvelle-Orléans   | Christopher LaSalle †       | 4                               |                                 | 125                             |                                 |                                 |                                 | 129                             | Lucas Black                 | 2014 à 2019 |
| NCIS : Nouvelle-Orléans   | Patton Plame                |                                 |                                 | 114                             |                                 |                                 |                                 | 114                             | Daryl Mitchell              | 2014 à 2021 |
| NCIS : Nouvelle-Orléans   | Tammy Gregorio              |                                 |                                 | 108                             |                                 |                                 |                                 | 108                             | Vanessa Ferlito             | 2016 à 2021 |
| NCIS : Nouvelle-Orléans   | Sonja Percy                 | 1                               |                                 | 58                              |                                 |                                 |                                 | 59                              | Shalita Grant               | 2015 à 2018 |
| NCIS : Nouvelle-Orléans   | Hannah Koury                |                                 |                                 | 58                              |                                 |                                 |                                 | 58                              | Necar Zadegan               | 2018 à 2021 |
| NCIS : Nouvelle-Orléans   | Meredith Brody              | 3                               |                                 | 47                              |                                 |                                 |                                 | 50                              | Zoe McLellan                | 2014 à 2016 |
| NCIS : Nouvelle-Orléans   | Quentin Carter              |                                 |                                 | 22                              |                                 |                                 |                                 | 22                              | Charles Michael Davis       | 2020 à 2021 |
| NCIS : Nouvelle-Orléans   | Rita Deveraux               |                                 |                                 | 21                              |                                 |                                 |                                 | 21                              | Chelsea Field               | 2017 à 2021 |
| NCIS : Nouvelle-Orléans   |                             |                                 |                                 |                                 |                                 |                                 |                                 |                                 |                             |             |
| NCIS: Hawaiʻi             | Jane Tennant                | 4                               | 1                               |                                 | 54                              |                                 |                                 | 59                              | Vanessa Lachey              | 2021 à 2024 |
| NCIS: Hawaiʻi             | Ernie Malik                 | 2                               |                                 |                                 | 54                              |                                 |                                 | 56                              | Jason Antoon (en)           | 2021 à 2024 |
| NCIS: Hawaiʻi             | Jesse Boone                 | 1                               |                                 |                                 | 54                              |                                 |                                 | 55                              | Noah Mills                  | 2021 à 2024 |
| NCIS: Hawaiʻi             | Kai Holman                  |                                 |                                 |                                 | 54                              |                                 |                                 | 54                              | Alex Tarrant                | 2021 à 2024 |
| NCIS: Hawaiʻi             | Kate Whistler               |                                 |                                 |                                 | 44                              |                                 |                                 | 44                              | Tori Anderson               | 2021 à 2024 |
| NCIS: Hawaiʻi             | Lucy Tara                   |                                 | 1                               |                                 | 43                              |                                 |                                 | 44                              | Yasmine Al-Bustami          | 2021 à 2024 |
| NCIS: Hawaiʻi             |                             |                                 |                                 |                                 |                                 |                                 |                                 |                                 |                             |             |
| NCIS: Sydney              | Michelle Mackey             |                                 |                                 |                                 |                                 | 18                              |                                 | 18                              | Olivia Swann                | depuis 2023 |
| NCIS: Sydney              | Jim "JD" Dempsey            |                                 |                                 |                                 |                                 | 18                              |                                 | 18                              | Todd Lasance                | depuis 2023 |
| NCIS: Sydney              | Evie Cooper                 |                                 |                                 |                                 |                                 | 18                              |                                 | 18                              | Tuuli Narkle                | depuis 2023 |
| NCIS: Sydney              | DeShawn Jackson             |                                 |                                 |                                 |                                 | 18                              |                                 | 18                              | Sean Sagar                  | depuis 2023 |
| NCIS: Sydney              | Bluebird "Blue" Gleeson     |                                 |                                 |                                 |                                 | 18                              |                                 | 18                              | Marvounee Hazel (en)        | depuis 2023 |
| NCIS: Sydney              | Roy "Rosie" Penrose         |                                 |                                 |                                 |                                 | 18                              |                                 | 18                              | William McInnes             | depuis 2023 |
| NCIS: Sydney              |                             |                                 |                                 |                                 |                                 |                                 |                                 |                                 |                             |             |
| NCIS: Origins             | Leroy Jethro Gibbs          | 418                             |                                 | 1                               |                                 |                                 | 18                              | 439                             | Mark Harmon/ Austin Stowell | depuis 2003 |
| NCIS: Origins             | Mike Franks                 | 20                              |                                 |                                 |                                 |                                 | 18                              | 38                              | Muse Watson/ Kyle Schmid    | depuis 2006 |
| NCIS: Origins             | Lourdes "Lala" Dominguez    |                                 |                                 |                                 |                                 |                                 | 18                              | 18                              | Mariel Molino               | depuis 2024 |
| NCIS: Origins             | Mary Jo Sullivan            |                                 |                                 |                                 |                                 |                                 | 18                              | 18                              | Tyla Abercrumbie            | depuis 2024 |
| NCIS: Origins             | Vera Strickland             |                                 |                                 |                                 |                                 |                                 | 18                              | 18                              | Diany Rodriguez             | depuis 2024 |
| NCIS: Origins             |                             |                                 |                                 |                                 |                                 |                                 |                                 |                                 |                             |             |

## Crossovers
Le tableau suivant affiche tous les scénarios de croisement impliquant les séries NCIS.
| Séries concernées       | Séries concernées       | Séries concernées                                | Titres des épisodes                                                             | Acteurs faisant une apparition dans la série A                                     | Date de diffusion aux États-Unis | Type                     |
| Série A                 | Série B                 | Série C                                          | Titres des épisodes                                                             | Acteurs faisant une apparition dans la série A                                     | Date de diffusion aux États-Unis | Type                     |
| ----------------------- | ----------------------- | ------------------------------------------------ | ------------------------------------------------------------------------------- | ---------------------------------------------------------------------------------- | -------------------------------- | ------------------------ |
| JAG                     | NCIS                    |                                                  | La Dame de glace (JAG S08E20)                                                   | Mark Harmon, David McCallum, Michael Weatherly, Pauley Perrette et Alan Dale       | 22 avril 2003                    | Backdoor pilot           |
| JAG                     | NCIS                    | L'Homme de l'ombre (JAG S08E21)                  | 29 avril 2003                                                                   | Mark Harmon, David McCallum, Michael Weatherly, Pauley Perrette et Alan Dale       |                                  | Backdoor pilot           |
| NCIS                    | JAG                     |                                                  | Hung Out to Dry                                                                 | Patrick Labyorteaux                                                                | 30 septembre 2003                | Guest                    |
| NCIS                    | JAG                     | UnSEALeD                                         | Alicia Coppola                                                                  | 6 avril 2004                                                                       |                                  | Guest                    |
| NCIS                    | JAG                     | A Weak Link                                      | Adam Baldwin                                                                    | 18 mai 2004                                                                        |                                  | Guest                    |
| NCIS                    | JAG                     | Call of Silence                                  | Alicia Coppola                                                                  | 23 novembre 2004                                                                   |                                  | Guest                    |
| NCIS                    | JAG                     | Hometown Hero                                    | Alicia Coppola                                                                  | 3 mai 2005                                                                         |                                  | Guest                    |
| NCIS                    | JAG                     | Damned If You Do                                 | John M. Jackson                                                                 | 14 mai 2013                                                                        |                                  | Guest                    |
| NCIS                    | JAG                     | Rogue                                            | Patrick Labyorteaux                                                             | 20 septembre 2016                                                                  |                                  | Guest                    |
| NCIS                    | JAG                     | Dark Secrets                                     | Patrick Labyorteaux                                                             | 9 janvier 2018                                                                     |                                  | Guest                    |
| NCIS                    | NCIS : Los Angeles      |                                                  | Légende (1re partie) (NCIS S06E22)                                              | Chris O'Donnell, Daniela Ruah, Peter Cambor, LL Cool J, Barrett Foa et Brian Avers | 28 avril 2009                    | Backdoor pilot           |
| NCIS                    | NCIS : Los Angeles      | Légende (2e partie) (NCIS S06E23)                | 9 mai 2009                                                                      | Chris O'Donnell, Daniela Ruah, Peter Cambor, LL Cool J, Barrett Foa et Brian Avers |                                  | Backdoor pilot           |
| NCIS                    | NCIS : Los Angeles      | Les Frontières de notre destin (NCIS S07E23)     | Kelly Hu                                                                        | 10 novembre 2009                                                                   | Guest                            |                          |
| NCIS                    | NCIS : Nouvelle-Orléans |                                                  | Le Privilégié : 1re partie (NCIS S11E18)                                        | Scott Bakula, Lucas Black, Zoe McLellan et CCH Pounder                             | 25 mars 2014                     | Backdoor pilot           |
| NCIS                    | NCIS : Nouvelle-Orléans | Le Privilégié : 2e partie (NCIS S11E19)          | 1er avril 2014                                                                  | Scott Bakula, Lucas Black, Zoe McLellan et CCH Pounder                             |                                  | Backdoor pilot           |
| NCIS                    | NCIS : Nouvelle-Orléans | L'union fait la force (1re partie) (NCIS S13E12) | Scott Bakula, Lucas Black et Zoe McLellan, Shalita Grant                        | 5 janvier 2016                                                                     | Épisode en deux parties          |                          |
| NCIS                    | NCIS : Nouvelle-Orléans | La Boîte de Pandore (1re partie) (NCIS S14E15)   | Scott Bakula et Lucas Black                                                     | 14 février 2017                                                                    | Épisode en deux parties          |                          |
| NCIS                    | NCIS: Hawaiʻi           |                                                  | Starting over (NCIS S19E17)                                                     | Vanessa Lachey                                                                     | Épisode en deux parties          | 28 mars 2022             |
| NCIS                    | NCIS: Hawaiʻi           | Voron (NCIS S20E1)                               | Vanessa Lachey et Jason Antoon                                                  | 19 septembre 2022                                                                  | Épisode en deux parties          |                          |
| NCIS                    | NCIS: Hawaiʻi           | NCIS : Los Angeles                               | L'Affaire Dale Harding (NCIS S20E10)                                            | Vanessa Lachey, Noah Mills, Chris O'Donnell et LL Cool J                           | 9 janvier 2023                   | Épisode en trois parties |
| NCIS : Los Angeles      | JAG                     |                                                  | Payback                                                                         | John M. Jackson                                                                    | 19 février 2017                  | Guest                    |
| NCIS : Los Angeles      | JAG                     | Battle Scars                                     | 23 avril 2017                                                                   | John M. Jackson                                                                    |                                  | Guest                    |
| NCIS : Los Angeles      | JAG                     | Golden Days                                      | 30 avril 2017                                                                   | John M. Jackson                                                                    |                                  | Guest                    |
| NCIS : Los Angeles      | JAG                     | This Is What We Do                               | 19 novembre 2017                                                                | John M. Jackson                                                                    |                                  | Guest                    |
| NCIS : Los Angeles      | JAG                     | Các Tù Nhân                                      | 14 janvier 2018                                                                 | John M. Jackson                                                                    |                                  | Guest                    |
| NCIS : Los Angeles      | JAG                     | Goodbye Vietnam                                  | 11 mars 2018                                                                    | John M. Jackson                                                                    |                                  | Guest                    |
| NCIS : Los Angeles      | JAG                     | The Guardian                                     | David James Elliott                                                             | 12 mai 2019                                                                        |                                  | Guest                    |
| NCIS : Los Angeles      | JAG                     | False Flag                                       | David James Elliott et Catherine Bell                                           | 19 mai 2019                                                                        |                                  | Guest                    |
| NCIS : Los Angeles      | JAG                     | Let Fate Decide                                  | David James Elliott et Catherine Bell                                           | 29 septembre 2019                                                                  |                                  | Guest                    |
| NCIS : Los Angeles      | JAG                     | Code of Conduct                                  | Catherine Bell                                                                  | 26 avril 2020                                                                      |                                  | Guest                    |
| NCIS : Los Angeles      | NCIS                    |                                                  | Identity                                                                        | Rocky Carroll                                                                      | 22 septembre 2009                | Guest                    |
| NCIS : Los Angeles      | NCIS                    | Search and Destroy                               | 13 octobre 2009                                                                 | Rocky Carroll                                                                      |                                  | Guest                    |
| NCIS : Los Angeles      | NCIS                    | Killshot                                         | Rocky Carroll et Pauley Perrette                                                | 20 octobre 2009                                                                    |                                  | Guest                    |
| NCIS : Los Angeles      | NCIS                    | Pushback                                         | Rocky Carroll                                                                   | 10 novembre 2009                                                                   |                                  | Guest                    |
| NCIS : Los Angeles      | NCIS                    | Ambush                                           | Rocky Carroll                                                                   | 17 novembre 2009                                                                   |                                  | Guest                    |
| NCIS : Los Angeles      | NCIS                    | Random on Purpose                                | Rocky Carroll et Pauley Perrette                                                | 24 novembre 2009                                                                   |                                  | Guest                    |
| NCIS : Los Angeles      | NCIS                    | Hunted                                           | Rocky Carroll                                                                   | 11 mai 2010                                                                        |                                  | Guest                    |
| NCIS : Los Angeles      | NCIS                    | Callen, G.                                       | David Dayan Fisher                                                              | 25 mai 2010                                                                        |                                  | Guest                    |
| NCIS : Los Angeles      | NCIS                    | Familia                                          | Rocky Carroll                                                                   | 17 mai 2011                                                                        |                                  | Guest                    |
| NCIS : Los Angeles      | NCIS                    | Lange, H.                                        | Rocky Carroll                                                                   | 25 septembre 2011                                                                  |                                  | Guest                    |
| NCIS : Los Angeles      | NCIS                    | Praesidium                                       | Rocky Carroll                                                                   | 13 octobre 2014                                                                    |                                  | Guest                    |
| NCIS : Los Angeles      | NCIS                    | Blame It on Rio                                  | Michael Weatherly                                                               | 19 octobre 2015                                                                    |                                  | Guest                    |
| NCIS : Nouvelle-Orléans | NCIS                    | Musician Heal Thyself                            | David McCallum                                                                  | 23 septembre 2014                                                                  |                                  | Guest                    |
| NCIS : Nouvelle-Orléans | NCIS                    | Carrier                                          | Rocky Carroll, Michael Weatherly, Pauley Perrette et Meredith Eaton             | 30 septembre 2014                                                                  |                                  | Guest                    |
| NCIS : Nouvelle-Orléans | NCIS                    | Breaking Brig                                    | Rocky Carroll et Mark Harmon                                                    | 7 octobre 2014                                                                     |                                  | Guest                    |
| NCIS : Nouvelle-Orléans | NCIS                    | It Happened Last Night                           | Rocky Carroll et Joe Spano                                                      | 21 octobre 2014                                                                    |                                  | Guest                    |
| NCIS : Nouvelle-Orléans | NCIS                    | The Abyss                                        | Diane Neal                                                                      | 13 janvier 2015                                                                    |                                  | Guest                    |
| NCIS : Nouvelle-Orléans | NCIS                    | The Walking Dead                                 | Diane Neal                                                                      | 3 février 2015                                                                     |                                  | Guest                    |
| NCIS : Nouvelle-Orléans | NCIS                    | Rock-A-Bye-Baby                                  | Diane Neal                                                                      | 14 avril 2015                                                                      |                                  | Guest                    |
| NCIS : Nouvelle-Orléans | NCIS                    | Touched by the Sun                               | Leslie Hope                                                                     | 6 octobre 2015                                                                     |                                  | Guest                    |
| NCIS : Nouvelle-Orléans | NCIS                    | Sister City, Part II                             | Mark Harmon, Pauley Perrette, David McCallum, Emily Wickersham et Brian Dietzen | 5 janvier 2016                                                                     | Épisode en deux parties          |                          |
| NCIS : Nouvelle-Orléans | NCIS                    | Pandora's Box, Part II                           | Mark Harmon, Sean Murray et Wilmer Valderrama                                   | 14 février 2017                                                                    | Épisode en deux parties          |                          |
| NCIS : Nouvelle-Orléans | NCIS                    | See You Soon                                     | Mark Harmon                                                                     | 25 septembre 2018                                                                  | Guest                            |                          |
| NCIS: Hawaiʻi           | NCIS                    | T'N'T (NCIS: Hawaiʻi S01E18)                     | Wilmer Valderrama, Katrina Law, Gary Cole et Diona Reasonover                   | 28 mars 2022                                                                       | Épisode en deux parties          |                          |
| NCIS: Hawaiʻi           | NCIS                    | Manipulations (NCIS: Hawaiʻi S02E1)              | Wilmer Valderrama, Katrina Law, Gary Cole, Brian Dietzen et Diona Reasonover    | 19 septembre 2022                                                                  | Épisode en deux parties          |                          |
| Hawaii 5-0              | NCIS : Los Angeles      |                                                  | Ka Hakaka Maikai (Hawaii 5-0 S02E6)                                             | Daniela Ruah                                                                       | 24 octobre 2011                  | Guest                    |
| Hawaii 5-0              | NCIS : Los Angeles      | Pa Make Loa (Hawaii 5-0 S02E21)                  | Chris O'Donnell et LL Cool J                                                    | 30 avril 2012                                                                      | Épisode en deux parties          |                          |
| NCIS : L.A.             | Hawaii 5-0              |                                                  | Touch of Death (NCIS : Los Angeles S03E21)                                      | Scott Caan et Daniel Dae Kim                                                       | Épisode en deux parties          | 1er mai 2012             |
| Scorpion                | NCIS : L.A.             |                                                  | Art thérapie (Scorpion S01E06)                                                  | Linda Hunt                                                                         | 27 octobre 2014                  | Guest                    |